# Муцбратен
Муцбратен (нем. Mutzbraten) — немецкий вариант шашлыка или барбекю, характерный для восточной Тюрингии и западной Саксонии. Муцбратен представляет собой кусок свиной лопатки или спины размером с кулак, приправленный солью, перцем и майораном, маринованный и приготовленный в берёзовом дыму на так называемых подставках (вертикальных жаровнях) для муцбратена. К нему обычно подают хлеб, квашеную капусту и горчицу, а употребление кетчупа осуждается.
Муцбратен в основном известен вокруг Шмёльна и Альтенбурга в Восточной Тюрингии и в тюрингских лесах. На альтенбургском диалекте слово «Mutz» относится к мифическому животному наподобие свиньи без хвоста, мохнатому и  откладывающему яйца, которое по легенде встречается только в лесах Тюрингии. Оно похоже на баварских вольпертингеров — мифических существ, которых описывают и изображают как гибриды различных животных (утконосая белка или кролик с крыльями утки). Муца в шутку называют поставщиком мяса для муцбратенов.

## История
Муцбратен появился в Шмёльне в начале XX века. В то время мангал или жаровня для муцбратена (Mutzbratenstand) состояла из четырёх воткнутых в землю палок с угловыми опорами для шампуров. В центре был огонь из берёзовых поленьев, под шампуры ставились длинные сковородки для сбора жира. Жар и дым от костра утомляли помощников, в основном детей, которые за несколько часов работы бесплатно получали один муцбратен, но технология оставалась неизменной десятилетиями.
Мангал для муцбратена напоминает шкаф или коробку, открытую по бокам, с вращающимися мотором шампурами. Горящие берёзовые дрова придают муцбратену характерный и насыщенный вкус. Под шампурами прикреплены каналы для сбора капающего жира. Это предотвращает капание жира в огонь и образование вредных паров. Когда в 1960-х годах на рынке появились электрические мотор-редукторы, многие изобретатели пытались сделать приготовление более эффективным и комфортным. По поручению местных мясников мангалы для жарки мяса производились и промышленным способом, с электроприводом. Тем не менее подставки для муцбратена никогда не производились в ГДР как «товар народного потребления». Госкомпаниям в ГДР было сложно делать жаровни для частного пользования, поэтому люди делали их самостоятельно. Для привода в основном использовался двигатель дворника от автомобиля Trabant и велосипедная или мопедная цепь. Во времена ГДР большинство жаровен были самодельными, жёсткими и трудно транспортируемыми. Современные модели можно разобрать и транспортировать.

## Тюрингский оригинальный рецепт
Оригинальный Шмёльнский муцбратен (Schmöllner Mutzbraten) готовится из свиной шеи или лопатки. Мясо должно быть с прожилками жира, потому что нежирное мясо при приготовлении высохнет и не впитает аромат берёзовой древесины, что является неотъемлемым свойством муцбратена. Куски мяса в форме кубиков весом около 250 г нарезаются и помещаются в соль, перец и майоран на несколько часов. Затем шашлык жарят на берёзовых дровах на подставке для муцбратена не менее двух часов. Муцбратен подают с хлебом, квашеной капустой и горчицей.
«Original Schmöllner Mutzbraten» и «Schmöllner Mutzbraten» являются товарными знаками, зарегистрированными в Немецком ведомстве по патентам и товарным знакам в пользу городской администрации Шмёльна.

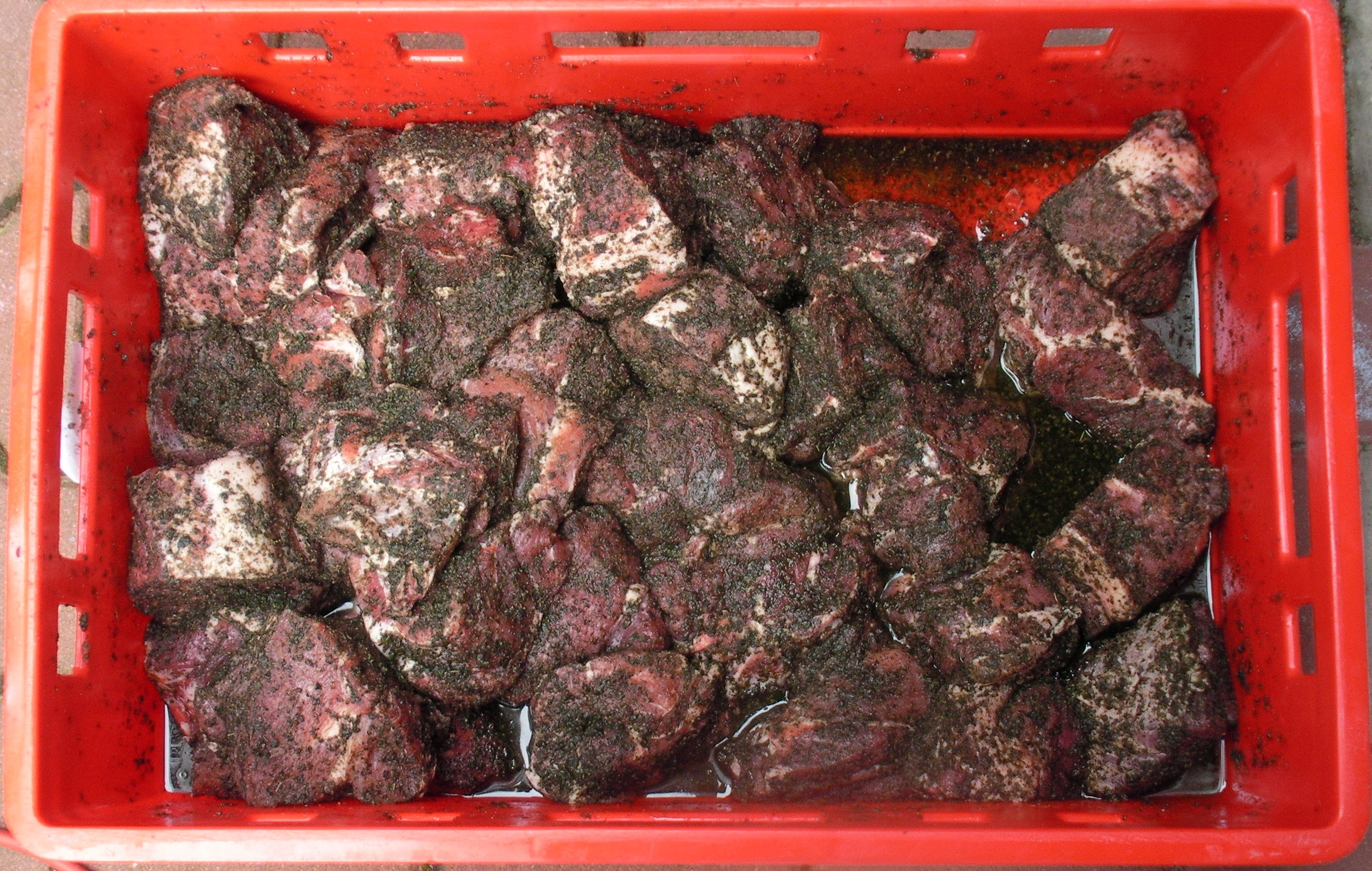
Сырая маринованная свинина для муцбратена
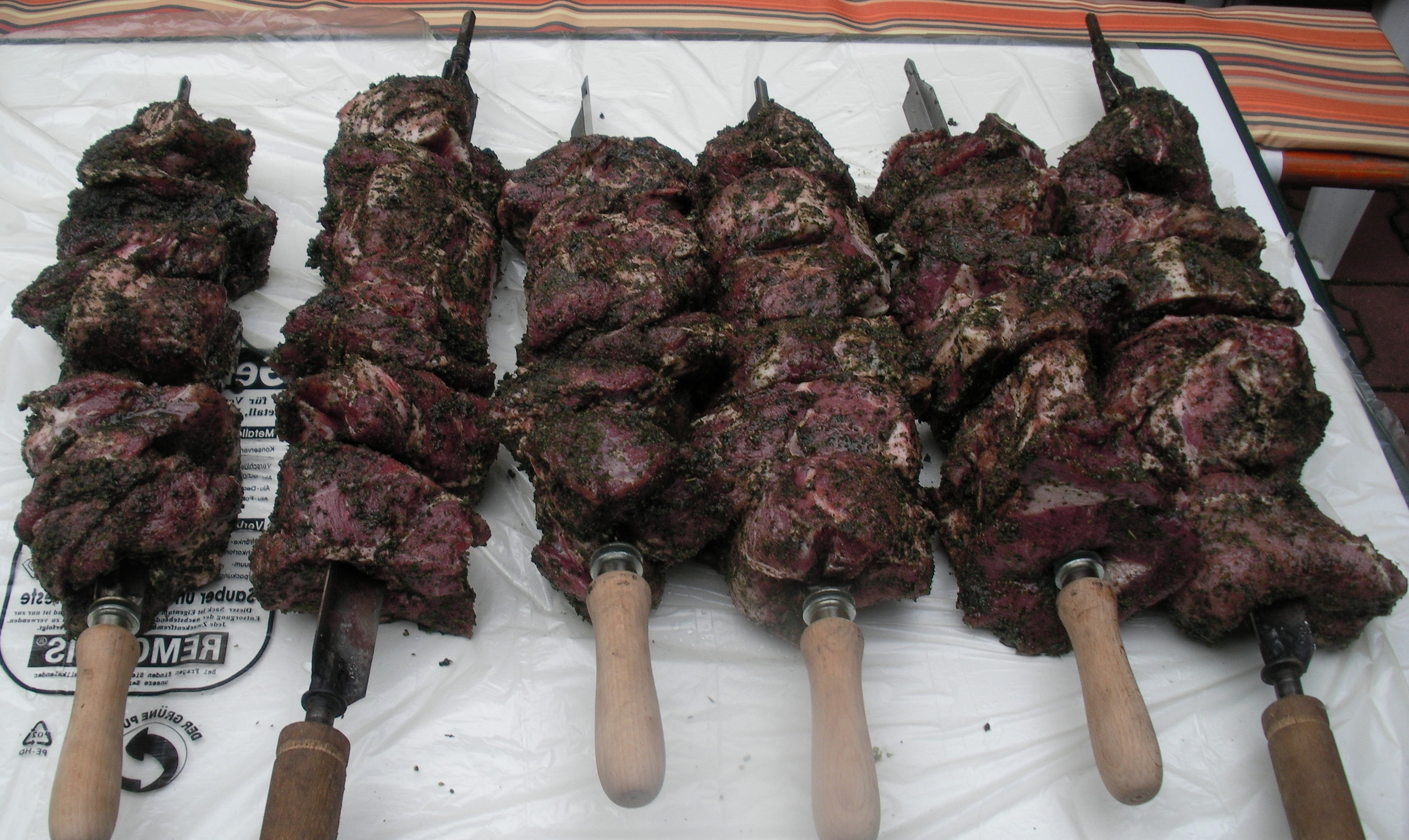
Сырой муцбратен на вертеле
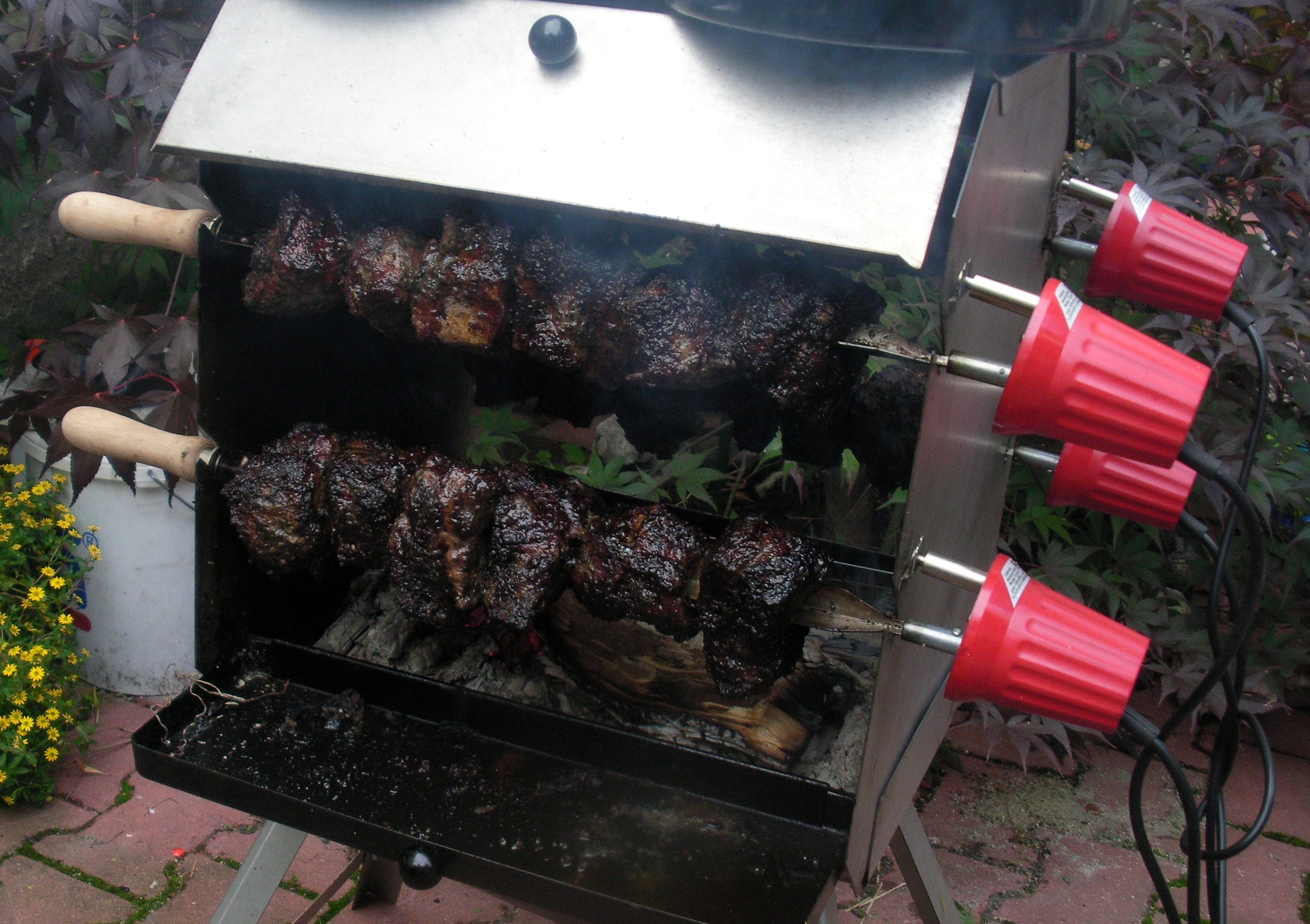
Готовый муцбратен
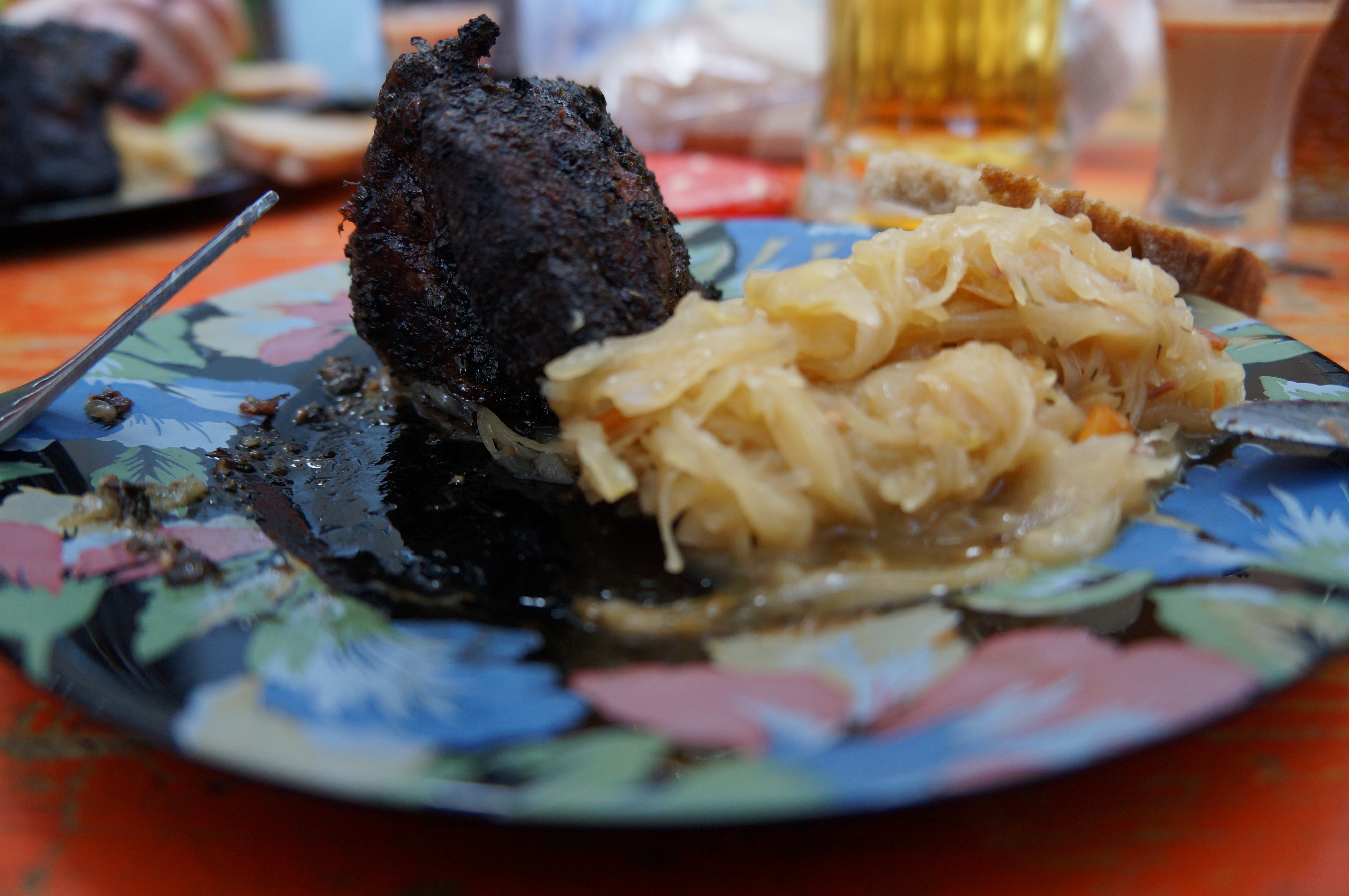
Муцбратен с квашеной капустой и хлебом